# 朱祐櫍
襄康王朱祐櫍（1475年—1550年），是簡王朱見淑庶第二子，明朝第五代襄王。朱祐櫍在何年受於封光化王已不可考，後於正德三年（1508年）襲封襄王。他在位四十二年，在嘉靖二十九年（1550年）過世，諡號康，他逝世後，葬于襄阳府南漳县柏香山（今襄阳市九集镇古林坪村），其墓志铭已经出土，藏于南漳县博物馆。無子，四年後其堂侄朱厚熲就嗣位。